# Vorau
Vorau är en köpingskommun i distriktet Hartberg-Fürstenfeld i det österrikiska förbundslandet Steiermark cirka 20 km norr om Hartberg.
Vorau omnämns för första gången 1149. 1163 grundades ett kloster av markgreve Ottokar III. Klostret dominerade sedermera ortens vidare utveckling. 1280 blev Vorau köping. På 1400-,  1500- och 1600-talen drabbades Vorau av militära attacker av osmanska och ungerska trupper, bonderesningar, bränder och pestepidemier. Under andra världskriget låg Vorau i stridsområdet med omfattande förstörelser som följd.
Turism är idag den viktigaste näringen i Vorau. Klostret Vorau, det gamla rådhuset och friluftsmuseet är ortens förnämligaste sevärdheter.
Kommunen består av sex orter (Ortschaften) (inom parentes invånarantal 1 januari 2024):
- Puchegg (536)
- Reinberg (221)
- Riegersbach (740)
- Schachen bei Vorau (1 141)
- Vorau (1 344)
- Vornholz (642)

Kommunen fick sin nuvarande form den 1 januari 2015 genom en sammanslagning av kommunerna Puchegg, Riegersberg, Schachen bei Vorau, Vorau och Vornholz.